# Агалаков, Владимир Алексеевич
Владимир Алексеевич Агалаков — советский хозяйственный, государственный и политический деятель.

## Биография
Родился в 1936 году в Свердловске. Член КПСС.
Окончил Уральский политехнический институт и Свердловскую ВПШ.
До 1961 — сменный мастер Соликамского магниевого завода.
В 1961—1965 — комсорг магниевого завода, второй секретарь Березниковского горкома ВЛКСМ.
В 1965—1974 — мастер, заместитель начальника, начальник цеха Березниковского титано-магниевого комбината.
В 1974—1982 — директор Соликамского магниевого завода.
В 1982—1990 — первый секретарь Березниковского горкома КПСС.
В 1990—2016 — заместитель председателя Пермского научного центра УрО РАН, директор издания «Губернские вести», помощник депутата ЗС Пермского края Олега Ковалёва..
Делегат XXVII съезда КПСС и XIX партконференции.
Живёт в Березниках.

## Награды
- Орден Трудового Красного Знамени (1974)